# Nothura
Nothura – rodzaj ptaków z rodziny kusaczy (Tinamidae).

## Zasięg występowania
Rodzaj obejmuje gatunki występujące w Ameryce Południowej.

## Morfologia
Długość ciała 14,5–28,5 cm; masa ciała 43–340 g.

## Systematyka

### Etymologia
- Nothura (Nothera, Nothoura): gr. νοθος nothos „fałszywy”; ουρα oura „ogon”[7].
- Taoniscus: gr. ταως taōs „paw”; przyrostek zdrabniający -ισκος -iskos[8]. Typ nomenklatoryczny: Tinamus pavoninus Gloger, 1842 (= Tinamus nanus Temminck, 1815).
- Pavuncula: łac. pavus, pavunis „paw”; przyrostek zdrabniający -ulus[9]. Typ nomenklatoryczny: Tinamus nanus Temminck, 1815.

### Podział systematyczny
Do rodzaju należą następujące gatunki:
- Nothura boraquira (von Spix, 1825) – kusacz białobrzuchy
- Nothura nanus (Temminck, 1815) – kusacz karłowaty
- Nothura minor (von Spix, 1825) – kusacz mały
- Nothura darwinii G.R. Gray, 1867 – kusacz Darwina
- Nothura maculosa (Temminck, 1815) – kusacz kreskowany